# Said Chalili
Said Karimulla Said Wachidullah Chalili (Russisch: Саид Каримулла Саид Вахидулла Халили, Pasjtoe: کریم الله خلیلي وویل) (Sergiev Posad, 2 september 1998) is een Russisch biatleet.

## Carrière
Chalili's vader kwam oorspronkelijk uit Afghanistan maar verhuisde voor zijn studies als ingenieur in 1993 naar Rusland, zijn moeder is een leerkracht Frans. Hij maakte zijn wereldbekerdebuut in het seizoen 2019/20 met een 77e plaats in het algemene klassement. Het volgende jaar verbeterde hij zichzelf en werd 46e, zijn beste resultaat behaalde hij op het individuele nummer met een 31e plaats. In het seizoen 2021/22 won hij zijn eerste wereldbekerwedstrijd, op 15 januari 2022 won hij in Ruhpolding met de Russische ploeg de 4x7,5 km estafette. 
Hij nam in 2021 voor de eerste maal deel aan de wereldkampioenschappen waar hij individueel zesde werd en brons won met de estafetteploeg. In 2022 won hij brons met de estafetteploeg en werd 34e individueel. 

## Resultaten

### Olympische Winterspelen
| Jaar | Plaats | Onderdeel   | Onderdeel | Onderdeel     | Onderdeel  | Onderdeel | Onderdeel          |
| Jaar | Plaats | Individueel | Sprint    | Achtervolging | Massastart | Estafette | Gemengde estafette |
| ---- | ------ | ----------- | --------- | ------------- | ---------- | --------- | ------------------ |
| 2022 | Peking | 34e         | –         | –             | –          | ↑         | –                  |

### Wereldkampioenschappen
| Jaar | Plaats   | Onderdeel   | Onderdeel | Onderdeel     | Onderdeel  | Onderdeel | Onderdeel          | Onderdeel                 | Onderdeel |
| Jaar | Plaats   | Individueel | Sprint    | Achtervolging | Massastart | Estafette | Gemengde estafette | Single gemengde estafette |           |
| ---- | -------- | ----------- | --------- | ------------- | ---------- | --------- | ------------------ | ------------------------- | --------- |
| 2021 | Pokljuka | 6e          | 64e       | –             | 20e        | Brons     | –                  | –                         |           |

### Wereldbeker
Eindklasseringen
| Seizoen   | Algemeen | Individueel | Sprint | Achtervolging | Massastart |
| --------- | -------- | ----------- | ------ | ------------- | ---------- |
| 2019/2020 | 77e      | –           | –      | 54e           | –          |
| 2020/2021 | 46e      | 31e         | 57e    | 52e           | 37e        |
| 2021/2022 | 30e      | 6e          | 42e    | 28e           | 41e        |

Wereldbekerzeges
| Nr.       | Datum           | Plaats     | Onderdeel          |
| Estafette | Estafette       | Estafette  | Estafette          |
| --------- | --------------- | ---------- | ------------------ |
| 1.        | 15 januari 2022 | Ruhpolding | 4x7,5 km estafette |